# ليوناردو تيريغي
ليوناردو تيريغي (بالإيطالية: Leonardo Terigi)‏ (21 مارس 1991 بلوكا في إيطاليا - ) هو لاعب كرة قدم إيطالي في مركز الدفاع. لعب مع نادي ألساندريا ونادي كاربي ونادي كروتوني ونادي غروسيتو.

## روابط خارجية
- ليوناردو تيريغي على موقع قاعدة بيانات كرة القدم.إي يو (الإنجليزية)
- ليوناردو تيريغي على موقع Soccerway.com (الإنجليزية)